# 卡洛斯·蘇布萊特
卡洛斯·蘇布萊特（西班牙語：Carlos Soublette；1789年12月15日—1870年2月11日），委內瑞拉獨立戰爭期間的革命領袖之一，戰後兩度擔任委內瑞拉總統：1837年至1839年、1843年至1847年。